# Syma torotoro
Syma torotoro е вид птица от семейство Halcyonidae.

## Разпространение
Видът е разпространен в Австралия, Индонезия и Папуа Нова Гвинея.